# Спільний переклад
Спільний переклад — це різновид перекладу, виконуваного або створюваного за допомогою сучасної технології перекладу, у рамках якої над одним документом можуть працювати кілька перекладачів одночасно. Зазвичай спільний переклад виконують із використанням засобу для автоматизованого перекладу, у якому передбачено можливість співпраці.
Спільний переклад не слід плутати з краудсорсингом: це зовсім різні технології, хоча використовувані в них методи можуть застосовуватися одночасно.

## Визначення
Навіть менеджери, які працюють у перекладацькій галузі, часто не розрізняють методи спільного перекладу й краудсорсингу.
Спільний переклад передбачає одночасну роботу кількох учасників перекладу, які працюють, спільно користуючись тими самими ресурсами й робочим середовищем. Це новий метод роботи, який став можливим завдяки хмарним обчисленням. Метою спільного перекладу є скорочення загальної тривалості процесу перекладу, покращення комунікації, особливо між перекладачами та іншими учасниками процесу, а також усунення потреби в багатьох діях, пов’язаних із керуванням.
Натомість краудсорсинг (у сфері перекладу) — це радше призначення перекладацьких робіт команді окремих незалежних робітників на основі попередньої перевірки їхньої кваліфікації. Метою краудсорсингу в перекладацькій галузі є спрощення етапу призначення перекладацьких робіт, зменшення ставок за переклад, а в деяких випадках — отримання безкоштовного перекладу.
Наприклад, переклад документа шляхом краудсорсингу може виконуватися десятьма незнайомими перекладачами, кожен із яких працює над певною частиною окремого документа. Синтаксичний аналіз документа в цілому не є спільним перекладом, оскільки, по суті, співпраця не здійснюється. З іншого боку, переклад стає спільним (хоча у процес входить і краудсорсингова фаза), якщо ці десятеро перекладачів користуються технологією спільного перекладу для роботи і спілкуються один з одним та з іншими учасниками, зокрема фахівцями з предметної області, менеджерами, коректорами тощо.

## Зв’язок із технологіями хмарних обчислень
Хмарні обчислення кардинально змінили працю перекладачів й уможливили спільний переклад. Відтепер менеджери, перекладачі й редактори, які раніше працювали в «традиційних» програмах автоматизованого перекладу (CAT tools), інстальованих на їхніх комп’ютерах, отримали змогу одночасно увійти в єдину систему, обмінюватися пам’яттю перекладів у режимі реального часу і співпрацювати завдяки передбаченим функціям спілкування.
Традиційний перекладацький процес складався з фіксованих етапів: спершу документ надавався перекладачеві (працівник А), потім — редакторові (працівник Б), затим — наприклад, фахівцю з предметною області (працівник В), і так далі. Запитаннями й відповідями зазвичай займався менеджер перекладацьких проектів. Такий процес передбачає, приміром, середовище SDL Trados. Завдяки уможливленню одночасної роботи в єдиній хмарній системі й обміну напрацювань тривалість проектів вдалося скоротити, а якість — підвищити.